# Falemauga Caves

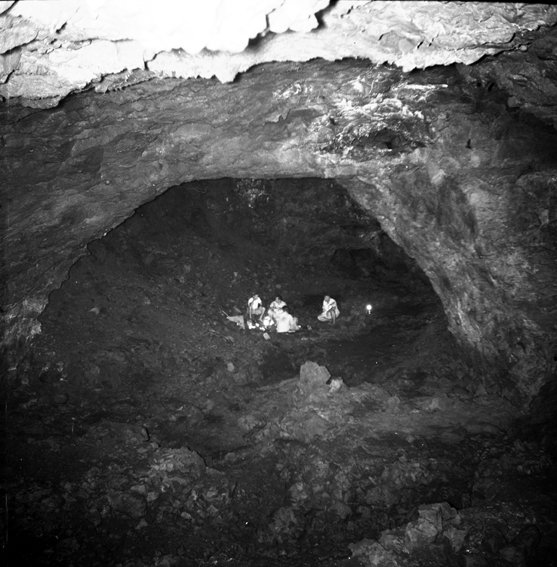
Falemauga Caves 1957.

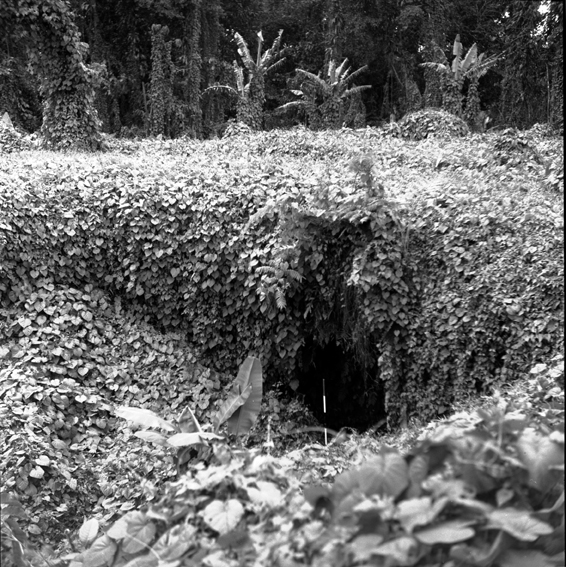
Eingang zum Haupttunnel (1957).

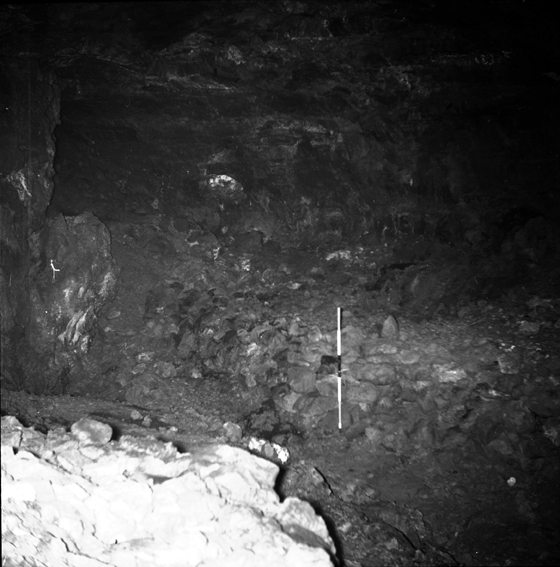
Schlackehaufen in der Hauptgalerie (1957).

Falemauga Caves sind große natürliche Höhlen in einer Reihe von Lavaröhren im Distrikt Tuamasaga entlang des zentralen Berggrats auf Upolu in Samoa. Die Höhlen wurden archäologisch untersucht und weisen Spuren prähistorischer Nutzung durch Menschen auf. Sie dienten auch als Schutzräume für die Menschen von Tuamasaga.
Die Höhlen wurden vor allem in den frühen 1940ern durch den neuseeländischen Anthropologen Derek Freeman erforscht und Ausgrabungen durchgeführt. Sein Bericht erschien im Journal of the Polynesian Society 1944. Plattformen aus aufgestapelten Steinen, Holzkohle, Stein-Dechsel und Muschelschalen wurden in den Höhlen ausgegraben.
Die Bezeichnung Falemauga lässt sich durch die Begriffe fale ('Haus') und mauga ('Berg') im Samoanischen erklären. Der Name bedeutet demnach in etwa 'Haus im Berg'.

## Lage
Die Falemauga Caves liegen in einem Gebiet im Inland, welches ebenfalls „Falemauga“ benannt wird, etwa 10 km südwestlich von Apia, der Hauptstadt von Samoa. Der Eingang zu dem Hauptsystem der Tunnels liegt etwa 9 km südlich des Ortes Malie in der Nähe des Vulkankraters Lanutoo und des Mount Fiamoe.

## Forschungsgeschichte
Als Freeman die Höhlen 1941 erforschte, gehörten sie zu dem Gebiet der Plantage von S. V. Mackenzie aus Apia. Während seiner Forschungstätigkeit lebte Freeman im Haus von Mackenzie in Falemauga, etwa 300 m entfernt von den Höhlen. Der Vorbesitzer von Mackenzie war der deutsche Paul Ludwig Schroeder, dessen Sohn H. H. Schroeder die Höhlen 1914 entdeckt hatte. Die Höhlen wurden im August 1914 von Mitgliedern der New Zealand Expeditionary Force besucht, die zu der Zeit das Land besetzt hatten. 1920 wurden sie von Dr. J. Allan Thomson besichtigt, dem Direktor des Dominion Museum in New Zealand. Weitere Forscher waren Jack Golson (1957) sowie die Archäologin Janet Davidson.

## Geologie
Die Höhlen sind Teil von Lavaröhren, die auf alte Lavaströme um den erloschenen Vulkan Sigaele im Inland zurückgehen. Die Inseln von Samoa bestehen hauptsächlich aus vulkanischen Formationen, und Höhlen und Lavaröhren kommen häufiger vor. Einige davon dienen als Wasserleiter und bilden natürliche Quellen an der Küste, wie beispielsweise Piula Cave Pool und Mata o le Alelo Pool auf Savaiʻi.

## Archäologie
Freeman beschreibt den Eingang in die Tunnels als fast kreisrund, mit einem Durchmesser von ca. 15 m. Die Höhe über dem Meeresspiegel beträgt an dieser Stelle ca. 474 m.
Die Öffnungen entstanden an einer Einbruchstelle, wodurch der ehemals zusammenhängende Tunnel in zwei getrennte Abschnitte geteilt wurde, einen im Norden und einen im Süden. Freeman bezeichnete diese als „North Cave“ und „South Cave“. Die North Cave war viel länger als die South Cave. In beiden Höhlen lebten Pe’ape’a (Aerodramus terraereginae oder Aerodramus spodiopygius), eine Salanganen-Art sowie viele kleine Fledermäuse.

### North Cave
Der Eingang der North Cave war stark verschüttet und nur etwa 1,3 m hoch und 90 breit. Die Länge der Höhle betrug etwa 429 m. Ihre Weite betrug durchschnittlich 7,6 m bis zu einer Entfernung vom Eingang von etwa 260 m. Dort befand sich ein „Amphitheater“ (max. Weite 17 m). Von dort zweigten weitere Tunnels ab. Der erste Abzweig war 46 m lang, der zweite 270 m, bis es für Freeman zu schwierig zu messen wurde. Die Höhe variierte von 1,2 m am Eingang bis zu 9,1 m im Amphitheater.

### South Cave
Im Unterschied zu der engen Öffnung der North Cave war der Eingang der South Cave 9,1 m weit und etwa 6,1 m hoch. Die Länge vom Eingang bis zum Ende betrug 156 m und es gab keine Abzweige.

### Funde
Ein gut ausgebautes System von Steinplattformen wurde in den Höhlen entdeckt. Die Plattformen bestehen hauptsächlich aus losem Lava-Gestein und erreichen Höhen von 61-91 cm über dem Höhlenboden. Freeman verzeichnete 152 Plattformen, 129 in der North Cave und 23 in der South Cave. Er fand auch zahlreiche umu-Kochstellen, Feuerstellen und Küchen-Abfallhaufen, sowie mehrere Klumpen ele, ein rotes Vulkangestein, welches zu Farbstoff für das samoanische siapo (traditionelle Kleidung aus Tapa) verarbeitet wird. Dazu fünf Stein-Dechsel, vier in der North Cave und einen in der South Cave, und einen kleinen runden Rubbing-Stone. Freeman vermutete, dass dieser als Schärf- oder Polierwerkzeug gedient haben könnte.